# Petra Freudenberger-Lötz

Petra Freudenberger-Lötz (2020)

Petra Freudenberger-Lötz (* 22. Juni 1966 in Heilbronn) ist eine deutsche Religionspädagogin,  Hochschullehrerin der Universität Kassel und Buchautorin auf dem Gebiet der Religionslehre.  Sie gilt als Pionierin des Theologisierens mit Heranwachsenden und ist Herausgeberin von Lehrbüchern, bekannter Schulbücher sowie des Jahrbuchs für Kinder- und Jugendtheologie.
Seit 2019 ist Freudenberger-Lötz Dekanin des Fachbereichs „Geistes- und Kulturwissenschaften“ der Disziplinen vereint, die aufgrund ihrer Herkunft und Forschungsausrichtung traditionell in einer Universität zusammengehören: Philosophie, Theologie und Philologien.

## Werdegang
Freudenberger-Lötz studierte von 1985 bis 1989 Lehramt für Grund- und Hauptschulen mit den Fächern Evangelische Theologie, Sport und Anfangsunterricht an der Pädagogischen Hochschule Freiburg mit Abschluss Erstes Staatsexamen. Es folgten von 1990 bis 1991 der Vorbereitungsdienst für das Lehramt an Grund- und Hauptschulen und ab dem Schuljahr 1991/1992 die Lehrtätigkeit an der Grundschule Langenbrettach (bei Heilbronn), eine Lehrbeauftragung am Staatlichen Seminar für Schulpraktische Ausbildung  sowie eine Tätigkeit als Fortbildnerin in der „Dritten Phase“ der Lehrerbildung in Heilbronn. Daran anschließend begann sie ein Diplomstudium für Schulpädagogik/Religionspädagogik an der Pädagogischen Hochschule Heidelberg, das sie 1998 abschloss. Vom Wintersemester 1999/2000 bis zum Wintersemester 2006/2007 kam es zur Abordnung aus dem Schuldienst an die Pädagogische Hochschule Karlsruhe zur „Förderung des wissenschaftlichen Nachwuchses“ mit dem Ziel der Promotion und Habilitation. 2003 promovierte sie zum Thema Religiöse Bildung in der neuen Schuleingangsstufe. Religionspädagogische und grundschulpädagogische Perspektiven. 2006 wurde sie dann zum Thema Theologische Gespräche mit Kindern. Untersuchungen zur Professionalisierung Studierender und Anstöße zu forschendem Lernen im Religionsunterricht habilitiert.
Seit Juli 2007 hat Freudenberger-Lötz eine ordentliche Professur für Evangelische Religionspädagogik an der Universität Kassel inne und war dort von 2011 bis 2014 Dekanin der Geistes- und Kulturwissenschaften.

## Forschung und Lehre
Ihr Forschungsschwerpunkt befindet sich um das Themengebiet Kinder- und Jugendtheologie, also von Kindern und Jugendlichen selbst hervorgebrachte Theologie. Es handelt sich hierbei gewissermaßen um eine Querschnittsdisziplin der Theologie, der (empirischen) Sozialwissenschaft, der Entwicklungspsychologie sowie der Kinderphilosophie. In den Forschungswerkstätten der Universität Kassel erproben Lehramt-Studierende unter ihrer Leitung theologische Gespräche mit Schülerinnen und Schülern aus Kooperationsschulen. Zahlreiche Veröffentlichungen und Vorträge unterstützen Lehrende dabei, die Kinder- und Jugendtheologie in den Unterrichtsalltag zu integrieren.
Wertschätzung und Dankbarkeit sind weitere Forschungsschwerpunkte, denen auch eine zentrale Rolle bei der Begleitung verschiedener Schulentwicklungsprojekte zukommen; darunter besonders hervorzuheben die Partnerschule Ngotas‘ Upendo Primary School and Orphanage, eine Schule mit Waisenhaus in einem Slum der kenianischen Hauptstadt Nairobi.
Außerdem verbindet Freudenberger-Lötz ihre Leidenschaft für den Sport (sie gewann beispielsweise den Bad Hersfelder Lollslauf in der 10-km-Disziplin 2014) mit ihren beruflichen Aufgaben und setzt damit ganz eigene Akzente innerhalb der Religionspädagogik (z. B. „Wertschätzung erFAHREN - 66 Tage Dankbarkeit“, ein Projekt des Forschungssemesters Sommer 2018). Die Erlebnisse ihrer annähernd 3.000 Kilometer weiten „Pilgerreise“ auf dem Rad wurden im Herbst 2019 in einem Buch mit dem Titel 66 Tage Dankbarkeit erfahren. Mut zum besten Leben. veröffentlicht.

## Veröffentlichungen

### Monographien
- „Wer bist du, Gott?“ Eine Unterrichtseinheit zur Gottesfrage für die Klassen 3–6. Stuttgart 2001, ISBN 978-3-7668-3724-0.
- Religiöse Bildung in der neuen Schuleingangsstufe. Religionspädagogische und grundschulpädagogische Perspektiven. Stuttgart 2003, ISBN 3-7668-3849-0.
- Theologische Gespräche mit Kindern. Untersuchungen zur Professionalisierung Studierender und Anstöße zu forschendem Lernen im Religionsunterricht. Stuttgart 2007, ISBN 978-3-7668-3938-1.
- Theologische Gespräche mit Jugendlichen. Erfahrungen – Beispiele – Anregungen. München / Stuttgart 2012, ISBN 978-3-466-37041-2.
- Klara und das Glück. Ein Sommer voller Überraschungen. Stuttgart 2013, ISBN 978-3-7668-3938-1.
- Klara und das Glück. Ein Sommer voller Überraschungen. Lehrerhandreichung. Stuttgart 2013, ISBN 978-3-7668-4255-8.
- 66 Tage Dankbarkeit erfahren. Mut zum besten Leben. Stuttgart 2019, ISBN 978-3-7668-4515-3.

### Buchpublikation mit anderen Autoren
- mit Annike Reiß: Die Lebenswelten von Kindern und Jugendlichen. Theologie im Fernkurs. Religionspädagogisch-katechetischer Kurs. Würzburg 2010.

### Herausgeberschaft
Religionsbuch für die Grundschule
- Spuren lesen. Religionsbuch für das 1./2. Schuljahr. Stuttgart/Braunschweig 2010 f. (Schulbuch, Audio-CD, Bildkarten, ISBN 978-3-7668-4114-8) & Lehrerhandreichung (ISBN 978-3-7668-4120-9).
- Spuren lesen. Religionsbuch für das 3./4. Schuljahr. Stuttgart/Braunschweig 2011. (Schulbuch, Audio-CD, Bildkarten, ISBN 978-3-7668-4129-2) & Lehrerhandreichung (ISBN 978-3-7668-4132-2).

Schriftenreihe Beiträge zur Kinder- und Jugendtheologie
- A. Reiß: Die Religionsstunde aus der Sicht einzelner Schüler/innen. Empirische Untersuchungen aus der Sek II. Band 1, Kassel 2008, ISBN 978-3-89958-403-5.
- N. Wilms: Möglichkeiten und Grenzen der Übertragbarkeit mathematikdidaktischer Prinzipien auf den Religionsunterricht der Klassen 3-6. Band 2, Kassel 2008, ISBN 978-3-89958-434-9.
- M. Wicke: „Sylvia van Ommen: Lakritzbonbons.“ Jenseitsvorstellungen von Kindern ins Gespräch bringen. Band 3, Kassel 2009, ISBN 978-3-89958-678-7.
- K. Möller: Persönliche Gottesvorstellungen junger Erwachsener. Empirische Erkundungen in der Sekundarstufe II. Band 4, Kassel 2010, ISBN 978-3-89958-826-2.
- M. Rodegro: Urknall oder Schöpfung? Eine empirische Untersuchung im Religionsunterricht der Sek II. Band 5, Kassel 2010, ISBN 978-3-89958-842-2.
- I. Bösefeldt: Männlich – Weiblich – Göttlich. Geschlechtsspezifische Betrachtungen von Gottesbeziehungen und Gottesverständnis Heranwachsender aus mehrheitlich konfessionslosem Kontext. Band 6, Kassel 2010, ISBN 978-3-89958-844-6.
- K. Burhardt: Achtklässler/innen entdecken einen Zugang zu Wundererzählungen. Einblicke in die Forschungswerkstatt. Band 7, Kassel 2010, ISBN 978-3-89958-878-1.
- P. Klutz: Philosophisch und theologisch denken. Beitrag zur Entwicklung eines Curriculums für die Ausbildung. Band 8, Kassel 2010, ISBN 978-3-89958-990-0.
- K. Ochs: Ernst und das Licht. Theologische Gespräche zur Christologie in der Oberstufe. Band 9, Kassel 2011, ISBN 978-3-86219-118-5.
- D. Freudenreich: Spiritualität von Kindern – Was sie ausmacht und wie sie pädagogisch gefördert werden kann. Forschungsbericht über die psychologische und pädagogische Diskussion im anglophonen Raum. Band 10, Kassel 2011, ISBN 978-3-86219-126-0.
- J. Syrnik et al.: Kompetenzorientierter Religionsunterricht: Planung, Durchführung und Auswertung eines Unterrichtsprojekts zum Thema „Sterben, Tod und Auferstehung“ (9. Klasse). Band 11, Kassel 2012, ISBN 978-3-86219-262-5.
- S. Hamel: Die Bedeutung der Theodizeefrage im theologischen Gespräch mit Kindern und Jugendlichen. Band 12, Kassel 2012, ISBN 978-3-86219-274-8.
- C. Pfeil: Facetten des Gotteskonzeptes: Kinder einer 4. Klasse schreiben in Briefen über ihre Gottesvorstellungen. Band 13, Kassel 2012, ISBN 978-3-86219-284-7.

Die Grundschule (Moderation eines Themenheftes)
- Moderation Ausgabe 6/2012 mit Themenschwerpunkt: Kinder fragen nach der Wahrheit. Deutungen von Wirklichkeit im Religionsunterricht.
- Moderation Ausgabe 2/2017 mit Themenschwerpunkt: Martin Luther

### Mit-Herausgeberschaft
Das Kursbuch Religion
- mit H. Dierk et al.: Das Kursbuch Religion. Arbeitsbuch für den Religionsunterricht im 5./6. Schuljahr. (2015) & Lehrerhandreichung (2016), Stuttgart/Braunschweig, ISBN 978-3-7668-4324-1.
- ebendiesen: Das Kursbuch Religion. Arbeitsbuch für den Religionsunterricht im 7./8. Schuljahr. (2016) & Lehrerhandreichung (2017), ISBN 978-3-7668-4332-6.
- ebendiesen: Das Kursbuch Religion. Arbeitsbuch und für den Religionsunterricht im 9./10. Schuljahr. (2017) & Lehrerhandreichung (2018), ISBN 978-3-7668-4328-9.

Schatztruhe Religion
- Schatztruhe Religion. Materialien für den fächerverbindenden Unterricht an der neuen Grundschule. Band 1, Stuttgart 2004, ISBN 978-3-7668-3885-8.
- Schatztruhe Religion. Materialien für den fächerverbindenden Unterricht an der neuen Grundschule. Band 2, Stuttgart 2005, ISBN 978-3-7668-3908-4.

Jahrbuch für Kinder- und Jugendtheologie
- „Mittendrin ist Gott.“ Kinder denken nach über Gott, Leben und Tod. Band 1, Stuttgart 2002, ISBN 978-3-7668-3744-8.
- „Im Himmelreich ist keiner sauer.“ Kinder als Exegeten. Band 2, Stuttgart 2003, ISBN 978-3-7668-3817-9.
- „Zeit ist immer da.“ Wie Kinder Hoch-Zeiten und Festtage erleben. Band 3, Stuttgart 2004.
- „Kirchen sind ziemlich christlich.“ Erfahrungen und Deutungen von Kindern. Band 4, Stuttgart 2005, ISBN 978-3-7668-3903-9.
- „Vielleicht hat Gott uns Kindern den Verstand gegeben.“ Ergebnisse und Perspektiven der Kindertheologie. Band 5, Stuttgart 2006, ISBN 978-3-7668-3914-5.
- „Man kann Gott alles erzählen – auch kleine Geheimnisse.“ Kinder erfahren und gestalten Spiritualität. Band 6, Stuttgart 2007, ISBN 978-3-7668-3999-2.
- Mit Kindergartenkindern theologische Gespräche führen. Beiträge der Kindertheologie zur Elementarpädagogik. Sonderbd. Stuttgart 2008, ISBN 978-3-7668-4047-9.
- „Sehen kann man ihn ja, aber anfassen…?“ Zugänge zur Christologie von Kindern. Band 7, Stuttgart 2008.
- „In den Himmel kommen nur, die sich auch verstehen.“ Wie Kinder über religiöse Differenz sprechen. Band 8, Stuttgart 2009.

weitere Werke
- mit G. Büttner et al.: Handbuch Theologisieren mit Kindern. Einführung – Schlüsselthemen – Methoden. Stuttgart / München 2014.
- mit F. Karcher, G. Zimmermann: Selbst glauben. 50 religionspädagogische Methoden und Konzepte für Gemeinde, Jugendarbeit und Schule. Missionarische Jugendarbeit, Neukirchen-Vluyn 2017.